# Joseph Fleury-Duray

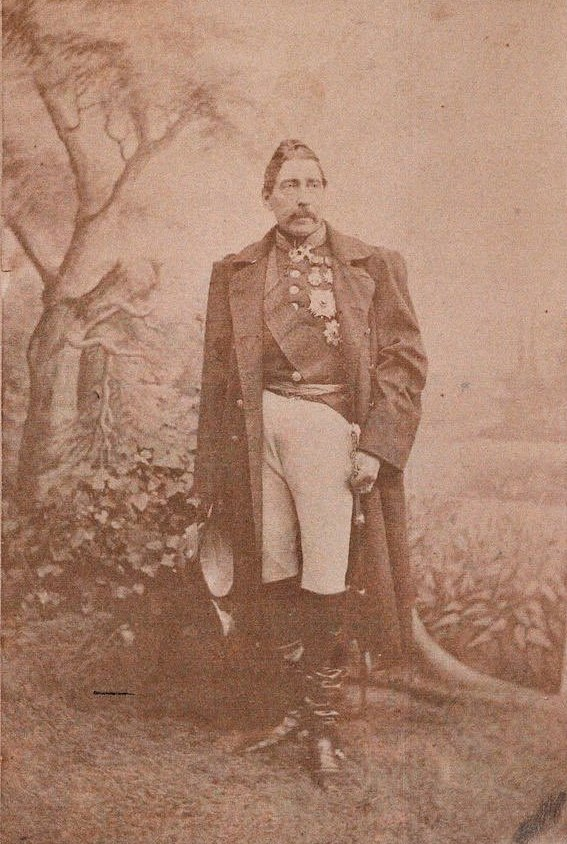
Portretfoto

Joseph Fleury-Duray (Brussel, 30 oktober 1801 – Luik, 20 juli 1874) was een Belgisch generaal. Hij is onder meer bekend door de Slag bij Risquons-Tout. Hij is daarnaast ook bekend geworden als vertaler van het werk Préceptes sur la répartition et l'emploi des chasseurs armés de carabines van de Duitse kapitein Von Gumtau in het Frans.